# Mexistenasellus wilkensi
Mexistenasellus wilkensi é uma espécie de crustáceo da família Stenasellidae.
É endémica do México.